# سلطان‌آباد (تفت)
سلطان‌آباد روستایی در دهستان علی‌آباد بخش مرکزی شهرستان تفت استان یزد ایران است.

## جمعیت
بر پایه سرشماری عمومی نفوس و مسکن در سال ۱۳۹۵ جمعیت این روستا ۷۷ نفر (۲۳خانوار) بوده‌است.